# Kugwe
Kugwe est un village du Cameroun situé dans l’arrondissement de Batibo, dans le département de Momo et dans la Région du Nord-Ouest.

## Localisation
Le village de Kugwe est localisé à 5° 45′ 58″ N et 9° 49′ 51″ E. Il se trouve à environ 42 km de distance de Bamenda, le chef-lieu de la Région du Nord-Ouest et à environ 282 km de distance de Yaoundé, la capitale du Cameroun.

## Population
Lors du recensement de 2005, le village comptait 1 319 habitants, dont 620 hommes et 699 femmes.

## Éducation
Il y a trois écoles publiques à Kugwe : G.S Ogim Kugwe (construite en 1971), GNS OGIM et G.H.S Ogim Kugwe (construites en 2007).

## Réseau routier
Une route, dont l'état est dégradé, relie Kugwe aux villages d'Efah et Kulabei.